# 오두 (식물)

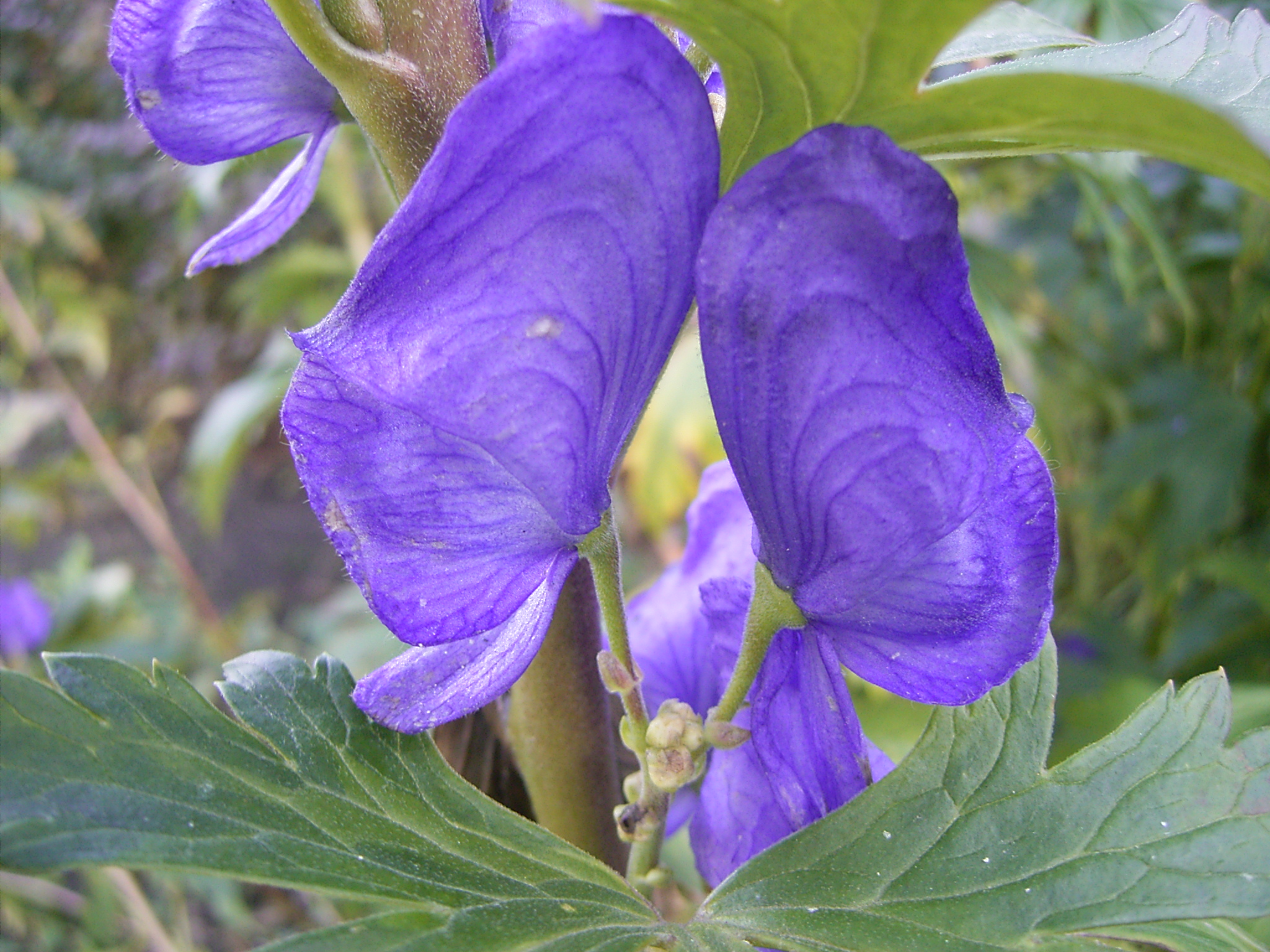

오두(학명: Aconitum carmichaelii)는 미나리아재비과의 속씨식물 종이다. 동아시아와 러시아 동부에서 자생한다. 오두(烏頭)는 검은 머리를 의미한다.

## 설명
1.2미터 높이, 30센티미터 너비로 성장하는 여러해살이 식물이다. 꽃은 파란색이며 늦은 여름과 가을에 핀다.
정원식물로서 가치가 있으며 수많은 경작종들이 개발되어 있는데 그 중 Arendsii와 Kelmscott(Wilsonii Group)이 영국왕립원예협회(Royal Horticultural Society, RHS)의 AGM(Award of Garden Merit)상을 수상했다.

## 생물학적 영향
이 식물의 모든 부위는 극심한 독성이 있으며 역사적으로 화살독으로 사용되어왔다. 훈련된 인원에 의해 적절히 준비되지 않을 경우 내부 복용에 따라 치명적일 수 있다.

## 동의어 학명
- Aconitum chinense Paxton [= Aconitum carmichaelii var. truppelianum]
- Aconitum japonicum var. truppelianum Ulbr. [≡ Aconitum carmichaelii var. truppelianum]